# Kebon Harjo
Kebon Harjo is een bestuurslaag in het regentschap Kulon Progo van de provincie Jogjakarta, Indonesië. Kebon Harjo telt 2109 inwoners (volkstelling 2010).